# Pierre Nkurunziza
Pierre Nkurunziza (Ngozi, 18 de diciembre de 1963-Buyumbura, 8 de junio de 2020) fue un político burundés. Fue Presidente de Burundi y jefe del Consejo Nacional de las fuerzas democráticas de defensa de la democracia CNDD-FDD de 2005 hasta su muerte en 2020. Elegido en 2005, reelegido en 2010 y 2015. El CNDD fue un grupo rebelde hutu de Burundi, que luego se convirtió en partido político. Murió antes de abandonar la presidencia a la edad de 55 años, ya que no participó en un cuarto mandato.

## Biografía
Nkurunziza nació 1963 en la capital de Burundi, Buyumbura, en el seno de una de las pocas familias urbanas y de clase alta del país. Su padre era hutu y su madre tutsi. Concurrió a la escuela primaria en la provincia de Ngozi y a la secundaria en Kitenga, pero al graduarse de esta, se le negó ingresar a la Facultad de Economía y al servicio militar, debido a su ascendencia hutu, por lo que ingresó a la Facultad de Educación Física y Deportes, graduándose en 1990. Su padre, Eustache Ngabisha, fue elegido en 1965 para el parlamento y fue luego gobernador de dos provincias antes de morir asesinado en 1972 durante la violencia étnica que costó la vida a otras 100 000 personas en Burundi. Nkurunziza era profesor adjunto en la Universidad de Burundi, cuando estalló la guerra civil en Burundi, luego del asesinato del primer presidente de etnia Hutu en el país, Melchior Ndadaye, en 1993.
Se unió al CNDD-FDD en 1995 como soldado, luego de que el ejército atacara el campus de la Universidad, en 2004 tuvo una entrevista con el IRIN donde recuerda lo sucedido en aquel entonces:
"En 1995, las fuerzas armadas tutsi atacaron el campus y asesinaron a 200 estudiantes. Ellos también trataron de asesinarme. Los atacantes dispararon a mi auto pero yo pude salir y correr. Ellos incendiaron mi auto. Luego me uní al CNDD-FDD como un soldado. Nos forzaron a la guerra, nosotros no la iniciamos."
Luego siguió un progreso dentro del CNDD-FDD hasta llegar al cargo de secretario general en 1998. En 2001, fue elegido jefe (chairman). 
Además en 2003, fue designado ministro de Buen Gobierno en el mandato transicional de Domitien Ndayizeye.

## Llegada a la presidencia
Luego de las victorias electorales del CNDD-FDD en las elecciones de Burundi de junio de 2005, Nkurunziza fue designado como candidato a presidente. Fue elegido presidente sin oposición por el Parlamento de Burundi (actuando como colegio electoral) el 19 de agosto de 2005 y asumió este cargo el mismo 26 de agosto.

## Controversias
De perfil ultraconservador en asuntos sociales, Nkurunziza se ha jactado de combatir la homosexualidad en su país e incluso fue distinguido por ello de parte de una asociación católica italiana.

### Arrestos en un partido de fútbol
Nkurunziza era un fanático del fútbol, al punto de ser partícipe en varios partidos organizados por él mismo, y poseía su propio equipo de fútbol, llamado Aleluya FC. El 1 de marzo de 2018, se llevó a cabo un partido de fútbol en la ciudad de Kiremba, en donde participó Nkurunziza junto con su equipo, contra un equipo local, conformado tanto por jugadores locales como por refugiados congoleños. Dos jugadores congoleños, quienes al parecer no sabían que el presidente era uno de los jugadores, le arrebataron el balón más de una vez e incluso, lo hicieron caer varias veces. Tras ello, Nkurunziza se mostró bastante molesto por aquella osadía, por lo que dio por terminado el partido de forma abrupta, y ordenó el arresto y encarcelamiento del DT del equipo rival y de los organizadores del evento deportivo, bajo los cargos de ''conspiración'' y de ''socavar la seguridad del Estado''.

### Arrestos de tres niñas por irrespeto
En marzo de 2019, tres niñas fueron detenidas por dibujar en el retrato del presidente. La indignación mundial, con denuncias de Human Rights Watch y una campaña internacional en redes bajo el Hashtag #FreeOurGirls, obligó al gobierno, que accedió a liberar a las tres niñas.

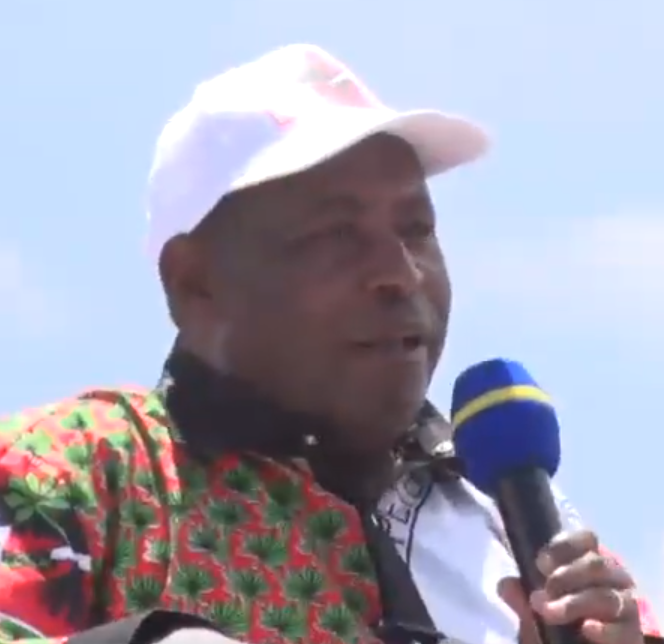

### Entrega de poder y pronto fallecimiento
Tras abstenerse de participar en las elecciones de 2020, cediendo el poder del Consejo Nacional para la Defensa de la Democracia - Fuerzas para la Defensa de la Democracia a Évariste Ndayishimiye, Nkurunziza murió inesperadamente el 8 de junio de 2020, a los 55 años, en el Hospital del Quincuagésimo Aniversario en  Karuzi. La causa de muerte oficial informada por el gobierno fue un ataque al corazón. Sin embargo, algunos medios sospechan que murió de COVID-19. Una semana antes, The Standard informó que su esposa había volado sin él a Nairobi para recibir tratamiento para COVID-19 y dio positivo.
Su muerte ocurrió después de las elecciones de 2020, pero antes de la entrega proyectada del poder en agosto. Pascal Nyabenda asumió la presidencia de forma interina hasta entonces. Se había pensado que Nkurunziza seguiría siendo prominente en la vida pública, pues continuaría bajo el cargo de "Guía Supremo del Patriotismo". Se anunciaron siete días de duelo nacional.

## Vida personal
Autodescrito como cristiano "renacido", Pierre Nkurunziza se casó en 1994 y era padre de dos varones. Tenía 6 hermanos, dos de ellos muertos en la guerra civil de 1993 y otros tres muertos como soldados del CNDD-FDD. Solo una de los 7 hermanos era mujer.